# Taki Shibuya
Taki Shibuya (Japón) es una gimnasta artística japonesa, ganadora de una medalla de bronce en el Mundial de Dortmund 1966.
En el Mundial de Dortmund 1966 ayudó al equipo japonés a conseguir la medalla de bronce en equipos, tras Checoslovaquia (oro) y la Unión Soviética (plata); en este concurso sus compañeras en el equipo japonés fueron las gimnastas Keiko Ikeda, Hiroko Ikenada, Taniko Mitsukuri, Yasuko Furuyama y Mitsuko Kandori.